# Radoszkowskiana barrei
Radoszkowskiana barrei là một loài ong trong họ Megachilidae. Loài này được Radoszkowski miêu tả khoa học đầu tiên năm 1893.